# Charles Shaughnessy, 5:e baron Shaughnessy
Charles George Patrick Shaughnessy, 5:e baron Shaughnessy, född 9 februari 1955 i London, är en brittisk skådespelare som varit verksam i USA sedan 1980-talet. Shaughnessy är mest känd för rollen som Maxwell Sheffield i TV-serien The Nanny.
Han är barnbarnsbarn till kanadensiske järnvägsmagnaten Thomas Shaughnessy, 1:e baron Shaughnessy och ärvde 2007 titeln från en syssling.

## Filmografi i urval
- 1983 – Agatha Christie's Partners in Crime (TV-serie)
- 1989 – Tills vi möts igen (miniserie)
- 1993–1999 – The Nanny (TV-serie)
- 1995 – Mord, mina herrar (TV-serie)
- 2004 – Stargate SG-1 (TV-serie) (gästroll)
- 2008 – Sagan om Despereaux
- 2008 – Mad Men (TV-serie)
- 2012 – Castle (TV-serie)
- 2016 – The Magicians  (TV-serie)